# صلاح‌الدین کاظم‌اف
صلاح‌الدین کاظم‌اف (ترکی آذربایجانی: Salahəddin Həsən oğlu Kazımov; ۲۲ دسامبر ۱۹۲۰ – ۲ ژوئیهٔ ۱۹۷۸) فرد نظامی بود.
وی همچنین برندهٔ جوایزی همچون قهرمان اتحاد شوروی، مدال آزادسازی ورشو، مدال آزادسازی پراگ، نشان لنین، مدال دفاع از مسکو، نشان پرچم سرخ، و مدال تسخیر برلین شده‌است.